# Centistes gasseni
Centistes gasseni är en stekelart som beskrevs av Shaw 1995. Centistes gasseni ingår i släktet Centistes och familjen bracksteklar. Inga underarter finns listade.